# راي ماناج
راي ماناج (بالألبانية: Rei Manaj؛ مواليد 24 فبراير 1997) لاعب كرة قدم ألباني يلعب مهاجمًا لنادي واتفورد الناشط في دوري البطولة الإنجليزية و‌منتخب ألبانيا.

## روابط خارجية
- راي ماناج على موقع الاتحاد الدولي (مؤرشف)  (الإنجليزية)
- راي ماناج على موقع الاتحاد الأوربي (الإنجليزية)
- راي ماناج على موقع قاعدة بيانات كرة القدم.إي يو (الإنجليزية)
- راي ماناج على موقع ليكيب (الفرنسية)
- راي ماناج على موقع ناشيونال فوتبول تيمز (الإنجليزية)
- راي ماناج على موقع Soccerbase.com (لاعب) (الإنجليزية)
- راي ماناج على موقع Soccerway.com (الإنجليزية)
- راي ماناج على موقع عالم كرة القدم.نت (الإنجليزية)
- راي ماناج على موقع AS.com (الإسبانية)